# Antoni Garau Aulet
Antoni Garau Aulet, Molinou, (Llucmajor, 1918 - Llucmajor, 1993) fou un polític falangista mallorquí i militar.
Garau fou un dels fundadors de la Falange Espanyola de les JONS a Llucmajor el 1935 i fou nomenat el seu primer secretari. A causa d'uns disturbis que provocaren membres de la Falange contra simpatitzants i afiliats del Front Popular a Llucmajor l'abril de 1936 fou detingut. Fou oficial de complement de l'exèrcit retirant-se amb el grau de comandant d'infanteria. El seu germà, Sebastià Garau Aulet, fou batle de Llucmajor entre 1945 i 1952, durant la dictadura franquista, i amb ell dugué a terme promocions d'establiments comercials dedicats al turisme a s'Arenal.